# Козјански партизански одред
Козјански партизански одред је је био партизанска јединица у саставу Народноослободилачке војске и партизанских одреда Југославије током Другог светског рата у Словенији. Одред је формиран 27. априла 1944. изнад села Силовеца

## Историјат
Приликом формирања одред је у свом саставу имао два батаљона. Трећи батаљон је основан 22. јуна, а четврти батаљон који је формиран средином септембра убрзо је ушао у састав 14. словеначке дивизије НОВЈ. Одред је 9. јуна уништио прву непријатељску испоставу у Козјанском заузевши њемачку артиљеријску станицу у Јурклоштру. Између 6. и 16. јула одред је заузео је чак 10 непријатељских истурених испостава и тако створио прву ослобођену територију на Козјанском, које је у то вријеме било једино веће ослобођено подручје у Штајерској. Након ослобађања Козја, Копривнице и Подсреде у септембру 1944. слободна територија је само проширена. Приликом формирања одред је бројао 142 борца, већ до августа бројно стање је порасло на 1.100 бораца, међутим само је њих око 350 било наоружано. Одред је настојао да привуче што више људи у НОБ, тако су од априла до средине јула 1944. окупили више од 500 људи. Регрути су углавном упућивани преко Саве у Долењску, а мањим дијелом у 14. словеначку дивизију и Камнишко-засавски партизански одред. У саставу Козјанског одреда био је специјални вод, основан августа 1944. године, и минерски вод. Минерски вод је континуиравно вршио диверзије на комуникацијама у Козјанском и пругу Добова – Зидани Мост – Цеље. Везу са Главним штабом НОВ и ПО Словеније, Четвртом оперативном зоном и 14. словеначком дивизијом одржавали су путем радио станице. Одред је штампао Од Савиње до Сутле (словен. Od Savinje do Sotle). Посебна пјешадијска јединица под називом Козјанска група формирана је 2. априла 1945, а чинили су је 2. батаљони Козјанског одреда и батаљон Козјанске војне области. Козјанска група стигла је у Прекмурје након једномјесечног путовања по Хрватској. Овдје су искусни борци Козјанске групе учествовали у успостављању команди градова у ослобођеном Прекмурју. Борци 1. и 2. батаљона чинили су језгро приликом формирања Прекмурске бригаде и 5. батаљона 3. бригаде народне одбране. По доласку Козјанске групе у Прекмурје, 27. априла 1945. године, у Козјанском је основан нови Козјански партизански одред састављен од 2 батаљона. Одреду су се потом придружиле аустријска чета и руски батаљон. Одред је 10. маја умарширао у Цеље и Шторе. Одред је расформиран 28. маја 1945. а људство је прикључено КНОЈ-у.